# Fons van Wissen

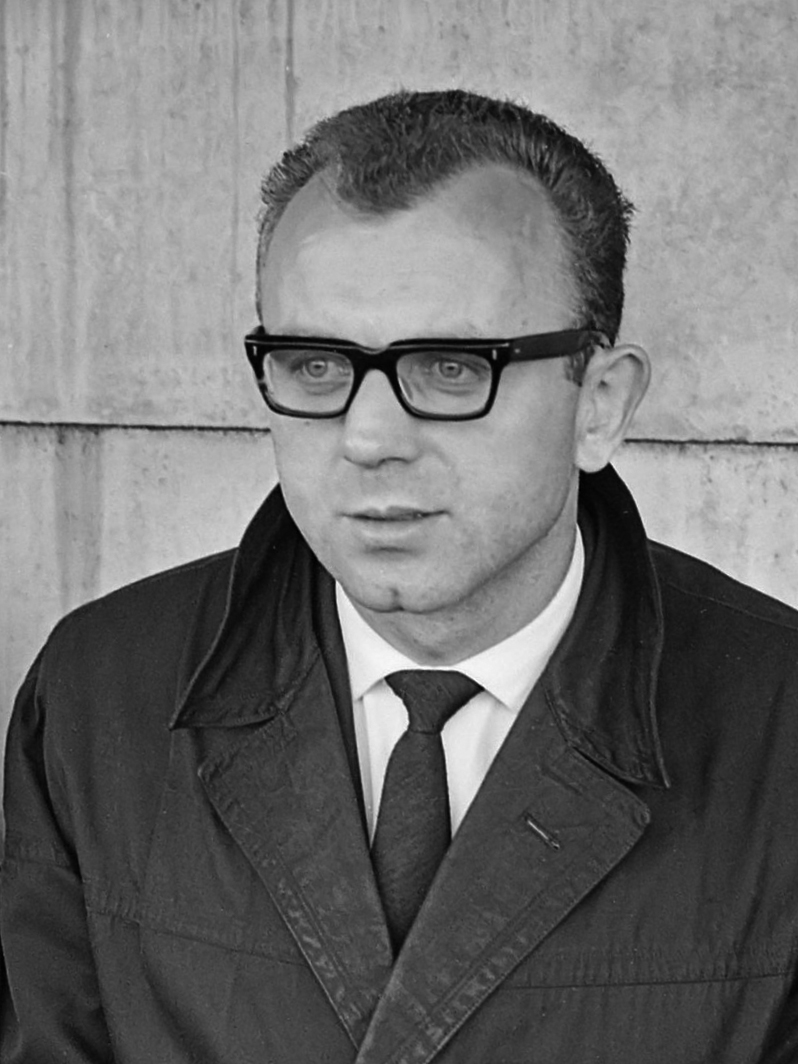
Fons van Wissen (1963)

Gerardus Jacobus Alphonsus „Fons“ van Wissen (* 21. März 1933 in Margraten, Limburg; † 7. Juli 2015 in Best, Noord-Brabant) war ein niederländischer Fußballspieler. Als Profi war er für den MVV Maastricht, für die PSV Eindhoven und für Helmond Sport aktiv. Er absolvierte von 1957 bis 1964 30 Länderspiele in der niederländischen Nationalmannschaft.

## Karriere
Fons van Wissen, jüngstes Kind von 14 Geschwistern, spielte in der Kindheit und Jugend wie fünf seiner Brüder bei RKVVM in seiner Heimatstadt Margraten; bereits mit 15 Jahren debütierte der Mittelfeldspieler – meist sollte er später auf Halbrechts spielen – in der ersten Mannschaft. 1952 wechselte er zur MVV ins etwa zehn Kilometer entfernte Maastricht, bei der er sein Debüt in der höchsten Spielklasse gab, der damaligen Eerste klasse. Nebenher machte er eine Ausbildung als Zolldeklarant. Bis 1958 spielte er bei den Limburgern, ab 1956 in der neu geschaffenen Eredivisie. Zur Saison 1958/59 wechselte er zur PSV nach Eindhoven; bei Philips erhielt er einen Arbeitsplatz in seinem erlernten Beruf. In neun Jahren stand er in 232 Spielen für die PSV auf dem Platz, erzielte dabei 25 Tore. Höhepunkt war 1963 die erste Meisterschaft der PSV seit Einführung des Profifußballs. Anschließend schloss van Wissen seine Laufbahn mit zwei Spielzeiten bei Helmond Sport ab und trug dort zum Aufstieg 1968 in die Eredivisie bei. Anschließend an seine Zeit als Rasenfußballspieler wurde er 1970 mit dem Team De Van Wissen Boys niederländischer Meister im Hallenfußball.
In der Nationalmannschaft debütierte Fons van Wissen am 28. April 1957 in einem Freundschaftsspiel gegen Belgien. Gegen denselben Gegner erzielte er in seinen Länderspielen drei und vier jeweils ein Tor; beim 7:2-Sieg in Antwerpen am 13. April 1958 stand er als Mittelstürmer in einer Angriffsreihe mit Piet van der Kuil, Faas Wilkes, Abe Lenstra und Coen Moulijn. Seine schlimmste Niederlage, sagte er später, war die 0:7-Niederlage in Köln gegen die DFB-Auswahl am 21. Oktober 1959, die im Müngersdorfer Stadion Tausende Zuschauer aus den benachbarten Niederlanden miterlebten. Bondscoach Elek Schwartz machte van Wissen 1962 als Nachfolger seines Eindhovener Mannschaftskameraden Roel Wiersma zum Mannschaftskapitän; 14-mal trug er in Oranje die Binde. Nach 30 Spielen mit vier Toren beendete van Wissen seine Länderspielkarriere im Oktober 1964 nach einem WM-Qualifikationsspiel in Albanien. Anlass für seinen Rücktritt war die Armut, die er rund um das Spiel in Tirana gesehen hatte.
Nach seiner Fußballlaufbahn betrieb van Wissen bis ins hohe Alter ein Sportartikel-Geschäft in Eindhoven. Er starb 82-jährig am 7. Juli 2015.

## Erfolge und Auszeichnungen
- Niederländischer Meister (Eredivisie 1962/63 mit PSV)
- Niederländischer Meister im Hallenfußball (1970, De Van Wissen Boys)
- Seine Heimatgemeinde Margraten wählte van Wissen im Jahr 2000 zum Sportler des Jahrhunderts